# Pristimantis ortizi
Espèce
Synonymes
- Eleutherodactylus ortizi Guayasamin, 
Almeida-Reinoso & Nogales-Sornosa, 2004

Statut de conservation UICN

 DD  : Données insuffisantes
Pristimantis ortizi est une espèce d'amphibiens de la famille des Craugastoridae.

## Répartition
Cette espèce est endémique du Nord de la cordillère Orientale en Équateur. Elle se rencontre dans les provinces d'Imbabura et Carchi entre 3 264 et 3 420 m d'altitude. 
Sa présence est incertaine en Colombie.

## Description
Les mâles mesurent de 18,1 à 24,7 mm et les femelles de 24,3 à 29,2 mm.

## Étymologie
Cette espèce est nommée en l'honneur de Fernando Ignacio Ortiz-Crespo (1942–2001).

## Publication originale
- Guayasamin, Almeida-Reinoso & Nogales-Sornosa, 2004 : Two new species of frogs (Leptodactylidae: Eleutherodactylus) from the high Andes of northern Ecuador. Herpetological Monographs, vol. 18, no 1, p. 127-141.